# Bizantinistică
Bizantinistica (cunoscute și sub denumirea de Bizantinologie) este un sector interdisciplinar de studiu care include istoria, cultura, portul, religia, arta, știința, economia și politica Imperiului Bizantin. Promotorul acestei discipline este considerat a fi filologul german Hieronymus Wolf, umanist.  La 100 de ani după cucerirea finală a Bizanțului de către Imperiul Otoman, Wolf a început să strângă și să traducă scrierile filozofilor bizantini.

## Publicații notabile
- Byzantine and Modern Greek Studies, Oxford, ISSN 0307-0131.
- Byzantinische Zeitschrift, Munchen, ISSN 0007-7704.
- Byzantinoslavica, Prage, ISSN 0007-7712
- Byzantion: revue internationale des études byzantines, Bruxelles.
- Dumbarton Oaks Papers, Washington, ISSN 0070-7546.
- Gouden hoorn, Amsterdam, ISSN 0929-7820
- Jahrbuch der Österreichischen Byzantinistik, Viena, ISSN 0378-8660.
- Revue des études byzantines, Paris, ISSN 0373-5729.
- Rivista di studi bizantini e neoellenici, Roma, ISSN 0557-1367.
- Vizantiĭskiĭ vremennik, Moscovaw, ISSN 0132-3776
- Zbornik Radova Vizantološkog Instituta, Belgrad, ISSN 0584-9888.

## Vezi și
- Listă de bizantiniști